# هورنبورگ
هورنبورگ (به آلمانی: Horneburg) یک منطقهٔ مسکونی در آلمان است که در Horneburg واقع شده‌است. هورنبورگ ۵٬۵۱۸ نفر جمعیت دارد.